# Sistema de partidos políticos
Se denomina sistema de partidos a la interrelación de los partidos políticos en el seno de la estructura institucional de un determinado sistema político en el que compiten por el poder. Implica la estabilidad en la competencia entre partidos, con raíces más o menos estables en la sociedad, la aceptación de partidos y elecciones como instituciones legítimas para definir quién gobierna, y organizaciones partidarias con reglas y estructuras razonablemente estables. 
En la configuración de un sistema de partidos confluyen multitud de factores, pero sobre todo viene determinada por el sistema electoral. Como ha señalado Maurice Duverger que el sistema sea mayoritario o proporcional influye en el número de partidos y en su tipología. El primero solo permite la existencia de dos grandes partidos, mientras que el segundo propicia la presencia de un mayor número de partidos. La existencia de barreras mínimas para obtener representación o el tamaño de las circunscripciones electorales también influyen.

## Tipos
En las tipologías de los sistemas de partidos pueden tenerse en cuenta distintos factores, pero el número ha sido el criterio de clasificación más utilizado. Maurice Duverger ha propuesto diferenciar entre sistemas de partido único, bipartidistas y multipartidistas, pero Giovanni Sartori ha considerado que este criterio es insuficiente, a pesar de que este dato es muy importante, y añade la fuerza o importancia real de cada uno de los partidos en el sistema. Teniendo en cuenta estos dos criterios Sartori distingue los siguientes seis tipos de sistemas de partidos:
1. Sistemas de partido único: Solo existe un único partido que es el ostenta el poder. Son propios de los regímenes políticos no democráticos y según su grado de represión se pueden clasificar en «sistemas unipartidistas totalitarios» (el partido único impone a la sociedad, tanto a nivel público como privado, su proyecto político), «sistemas unipartidistas autoritarios» (el partido único controla la sociedad, aunque sin un afán de penetración en los ámbitos privados) y «sistemas unipartidistas pragmáticos» (el partido único está poco ideologizado y permite cierta autonomía a otros grupos políticos pero con un grado limitado de disidencia y siempre bajo su control).
2. Sistemas de partido hegemónico: Sistema que permite la existencia de varios partidos, pero en el que solo uno es el que ejerce el poder, impidiendo que el resto puedan acceder a él. El resto de partidos funcionan como partidos «satélites» que cumplen la función de legitimar el sistema dando una imagen (falsa) de pluralismo político (pudiendo obtener representación parlamentaria, pero sin ningún tipo de influencia ni de control sobre la acción del gobierno). Si no consigue cooptar a los partidos con mayor potencial electoral, los reprime, manipula el sistema electoral (gerrymandering) o recurre al fraude electoral.
3. Sistemas de partido predominante: Sistema en el que un partido tiene una influencia superior a la de otros partidos y gana por mayoría absoluta en más de tres legislaturas consecutivas (con una gran diferencia de escaños sobre el segundo partido). Se diferencia del sistema de partido hegemónico en que sí que existe el pluralismo político (y no se manipula el sistema electoral ni se recurre al fraude), por lo que el partido «predominante» puede dejar de serlo en cualquier momento, aunque es poco probable debido el enorme apoyo electoral que tiene.
4. Sistemas bipartidistas: Dos partidos políticos de ideologías opuestas absorben la mayoría abrumadora de los votos, dejando espacio escaso a otros partidos. De acuerdo con los resultados electorales, gobierna uno u otro sin necesidad de formar coalición con un tercer partido (el que no gobierna pasa a la oposición con la expectativa de acceder al gobierno en las siguientes elecciones). Generalmente estos sistemas son el resultado de la adopción del sistema electoral mayoritario y de los distritos uninominales.
5. Sistemas de partidos de pluralismo limitado o moderado: Entre tres y cinco partidos tienen amplias posibilidades de obtener el poder ejecutivo, aunque generalmente formando coaliciones porque ninguno alcanza la mayoría absoluta (como ocurre en los sistemas bipartidistas). Normalmente existen dos alternativas de coalición por lo que en estos sistemas se alternan las coaliciones y no tanto los partidos (por lo tanto, también tiene una estructura bipolar).
6. Sistemas de partidos de pluralismo polarizado o extremo: Existen cinco, seis o más partidos importantes con notables diferencias ideológicas entre ellos, por lo que pueden conducir a una mayor polarización de la opinión pública. Como en los sistemas de partidos de pluralismo limitado se forman gobiernos de coalición, aunque a diferencia de éstos existen diversas coaliciones posibles (casi todas excluyendo a los partidos de los extremos). Otra diferencia es que su estructura es multipolar (no bipolar) y que los partidos situados en los extremos radicalizan sus propuestas e incluso pueden llegar a convertirse en partidos antisistema.

Fuera de esta clasificación quedaría la llamada «democracia sin partidos»: Forma de gobierno en la cual se celebran elecciones periódicas sin la participación de partidos políticos, siendo todos los postulantes candidatos independientes.
Según algunos autores, la gobernabilidad democrática se facilita en los sistemas de partidos institucionalizados, que no estén polarizados o fragmentados, pero no son requisitos indispensables para la gobernabilidad.

## Los sistemas de partidos en América Latina
Los sistemas de partidos latinoamericanos son influidos por el sistema electoral en su estructura y funcionamiento.

### Umbral legal
El propósito del umbral legal es lograr que el sistema de partidos sea más efectivo y no se fragmente. Argentina, Bolivia y México cuentan con algún tipo de umbral legal, mientras que en los demás países existe un umbral práctico.

### Sistemas de partidos clientelistas
Cuando un sistema de partidos políticos es clientelista, los políticos tendrán incentivos por generar más recursos para mantener esa base cuyo apoyo político frente a crear políticas de interés público de largo plazo. 
En los sistemas clientelistas, se tienden a favorecer el gasto público en obras que en políticas de largo plazo.
En sistemas de partidos clientelistas e institucionalizados, compiten por distribuir puestos públicos, contratos con el Estado, recursos en efectivo o alimentos; así, los electores juzgan a los políticos por su capacidad de repartir esos beneficios.

### Sistemas de partidos institucionalizados
En estos sistemas, los cambios de identidad partidaria y de los actores no varía drásticamente por lo que hay mayor probabilidad de lograr políticas coherentes y de largos plazos basados en acuerdos intertemporales. Esto brinda además apoyo en la legislatura a los presidentes electos. Estos sistemas partidarios tienden a ser programáticas; sin embargo, también pueden ser clientelistas.
En los sistemas de partidos institucionalizados, los electores votan sobre la base de sus preferencias de políticas públicas, mejorando la rendición de cuentas. Esto también brinda incentivos para invertir en bienes públicos eficacez y eficientes -como educación y salud- y que las políticas sean de interés general. Un sistema partido entonces, refleja las siguientes características: 
- Los patrones de competencia entre partidos son relativamente estables. Este se puede medir mediante un índice de volatilidad electoral que consiste en medir la variación entre la porción de escaños entre una legislatura y otra.[12]
- los partidos cuentan con bases de apoyo social sólidas y profundas. Se puede medir directamente mediante encuestas internacionales con datos electorales comparativos que permitirían analizar cuán estables son las preferencias de los votantes por los distintos partidos, la profundidad de los nexos entre unos y otros y la consistencia del voto entre grupos socioeconómicos determinados. Otras alternativas consisten en medir la capacidad de resistencia de los partidos políticos a lo largo del tiempo; como también usar encuestas como Latinobarómetro y medir la varianza entre elecciones.[13]
- tanto los partidos como las Elecciones son percibidos como legítimos y como instrumentos únicos para determinar quién gobierna. Esto se puede medir mediante encuestas donde se pregunta por el grado de confianza en los partidos políticos, encuestas sobre la legitimidad y transparencias de las elecciones, y, finalmente, preguntando cuáles instituciones son indispensables para el desarrollo del país, con el fin de determinar si los partidos políticos están considerados y en qué medida.[14]
- las organizaciones partidistas se caracterizan por contar con reglas y estructuras razonablemente estables.[15]

Según el libro La política importa, el índice de la institucionalización de un sistema de partidos puede medirse así: Para calcular el índice para los sistemas de partidos de los países de América Latina,
el valor original de cada medida dentro de las tres dimensiones se reordenó en primera
instancia en una escala de 1 a 3. El rango habría sido más amplio si se hubiera considerado
una muestra mundial. Luego se calculó el promedio de los valores reordenados de las
mediciones correspondientes a cada una de las dimensiones (el criterio 1 abarcó una sola
medición; el criterio 2, dos mediciones; y el criterio 3, tres mediciones). El índice de institucionalización
del sistema de partidos se estimó como un promedio simple de los valores
para cada dimensión del concepto, lo que dio igual peso a cada dimensión.

### Sistema de partidos no institucionalizado
Los sistemas de partidos no institucionalizados impiden la formación de coaliciones o estas son transitorias, a la vez que dificulta la gobernabilidad pues los partidos no son capaces de actuar como unidad para respaldar a su líder. Entonces los presidentes pueden comprar a los legisladores mediante promesas de fondos presupuestarios, concesiones legislativas o prácticas corruptas.

### Grado de fragmentación
Es el número de agrupaciones que habitualmente obtienen una porción importante de los escaños y votos. El grado de fragmentación impacta en la gobernabilidad democrática.
El índice de fragmentación se puede obtener dividiendo la unidad entre la suma de los cuadrados de los porcentajes de escaños (o porcentaje de votos) obtenidos por los partidos partidos, expresados en decimales (el 20%
sería 0,20).

#### Fragmentación en América Latina
Ciertos  sistemas electorales tienden a fragmentar el sistema de partidos. Así los sistemas proporcionales tienden a la fragmentación, más aún si el distrito electoral es grande o el sistema es extremadamente proporcional en el número de escaños legislativos.
Se incentiva la fragmentación cuando las elecciones presidenciales se celebran por separado que las elecciones legislativas. Se incentiva la fragmentación cuando existe balotaje, ya que este sistema desalienta la formación de alianzas e incentiva la creación de varios partidos. Un gran número de partidos impide al oficialismo tener una mayoría en los escaños, con lo que no obtiene el apoyo mayoritario para los programas del Poder Ejecutivo. Las alianzas serán más necesarias pero más difícil de mantener.
Cuando un sistema de partidos fragmentados existe además la polarización, el Ejecutivo encuentra muy difícil obtener respaldo para su programa de gobierno, lo que paraliza al gobierno u obliga al Ejecutivo realizar prácticas que amenacen la durabilidad de las instituciones democráticas. Esto permite justificar acciones destinadas a socavar o burlar las instituciones con que se desestabiliza el sistema democrático.

## Grado de polarización
Se relaciona con la magnitud de las diferencias entre los distintos partidos respecto de su ideología y su base social.
En los sistemas polarizados, la formación de coaliciones es más compleja con lo que se obstaculiza la gobernabilidad democrática. Estos sistemas perjudican la estabilidad y el desempeño de gobiernos de centro acentuando la polarización y puede desestabilizar el régimen.

## Sistema de partidos nacionalizados
En un sistema de partido nacionalizado, los partidos tienden a favorecer políticas de alcance nacional en vez de centrarse en regiones específicas. Así el Poder Ejecutivo tiene una mayor capacidad para forjar coaliciones legislativas centradas en temas nacionales.